# Herb Radoszyc
Herb Radoszyc – jeden z symboli miasta Radoszyce i gminy Radoszyce w postaci herbu.

## Wygląd i symbolika
Herb  przedstawia w polu srebrnym wieżę obronną czerwoną, z zaznaczonym żyłowaniem, pojedynczym oknem i wejściem czarnymi, blankowaną, nakrytą daszkiem stożkowym czarnym, na którym kula złota.
Godło herbowe pochodzi z dawnych pieczęci miejskich Radoszyc, gdzie odwoływało się do uniwersalnej symboliki „miejskości” ośrodka.

Herb używany nieoficjalnie do roku 2013, będący reprodukcją z publikacji Miasta polskie w tysiącleciu

## Historia

### Czasy przedrozbiorowe
Godło herbowe Radoszyc znane jest z dwóch pieczęci z czasów staropolskich. Pierwsza z nich, datowana na 1540 rok, została odciśnięta na dokumentach z 1565 i 1792. Pieczęć jest, okrągła, o średnicy ok. 29 mm. W polu pieczęci znajduje się wieża z wejściem, pojedynczym oknem, z trzema blankami i trójkątnym daszkiem. Wyraźnie widać zarys tworzących wieżę cegieł. Charakterystyczne jest, że rysunek wieży nakłada się częściowo na otok, rozdzielając legendę, która głosi S(IGILLUM) CIVITATI | S • RADOSHICE(NSIS). Pionowa kreska oznacza miejsce, gdzie legenda jest rozdzielona przez wieżę. Na godzinie 12 w otoku znajduje się krzyżyk, oddzielający słowa legendy, co w połączeniu z zachodzącą na otok wieżą wygląda tak, jakby wieża była zwieńczona krzyżykiem. 
Kolejna zachowana pieczęć przyłożona została na dokumentach z 1777 i 1778. Pieczęć okrągła, o średnicy ok. 38 mm. W polu pieczęci, jak poprzednio, znajduje się wieża z pojedynczym oknem i wejściem, trzema blankami i trójkątnym daszkiem zwieńczonym kulą. Tym razem nie da się rozpoznać zarysu cegieł. Nowością jest wypełnienie pustego pola damaskinażem). Godło z tej pieczęci jest bardziej kształtne i proporcjonalne w stosunku do pieczęci z 1540, bardziej odpowiadające regułom sztuki heraldycznej.
Pieczęć z 1540 roku została odrysowana w XIX wieku przez ks. Jana Wiśniewskiego, proboszcza w Borkowicach, badacza historii regionu świętokrzyskiego. Ks. Wiśniewski popełnił jednak błąd omijając daszek i dając okrągłe okno.

### Zabór rosyjski
Być może na odrysie Wiśniewskiego częściowo wzorował się projektant nowego herbu dla Radoszyc, stworzonego w 1847 na potrzeby Albumu Heroldii Królestwa Polskiego. Herb ten przedstawiać miał wieżę zegarową, ze stojącym na niej kogutem. Herb ten, jak większość zaprojektowanych wówczas, nie wszedł w użycie, a same Radoszyce zdegradowano 12 lat później do rzędu wsi, likwidując problem herbu miejskiego.

### Czasy najnowsze
Herb Radoszyc przywrócili do publicznej świadomości autorzy ilustracji do fundamentalnego dzieła Miasta polskie w tysiącleciu. Najwyraźniej jednak przy rysowaniu herbu nie sięgnęli oni do materiału sfragistycznego – zaproponowana przez nich wieża nie miała daszku, wejścia i posiadała cztery (widoczne) blanki. Proporcje poszczególnych elementów także były inne, niż te na pieczęci. Rysunek ten jest jednak o tyle cenny, gdyż stanowi pierwszą historyczną propozycję barw tego herbu – wieża czerwona, pole srebrne, okno czarne. Zaproponowanie czerwonych cegieł zamiast np. białych kamieni jest w pełni uzasadnione – żyłowanie na wieży na pieczęci z 1540 jest gęste, wskazuje zatem na cegłę, nie kamień. Wizerunek będący w zasadzie kopią tego rysunku, wykorzystywała półoficjalnie gmina Radoszyce jako swój herb. W roku 1996 miał on zostać opublikowany w Dzienniku Urzędowym Województwa Kieleckiego. Przedstawiciele Gminy nie byli jednak w stanie wskazać podstawy prawnej tego herbu i używają w stosunku do niego określenia „namiastkowy”
28 listopada 2013, po uzyskaniu pozytywnej opinii Komisji Heraldycznej, uchwałą nr XXXVII/222/2013 przyjęty został nowy wzór herbu według projektu Kamila Wójcikowskiego i Roberta Fidury. Stylizacja godła herbowego nawiązuje do XVIII-wiecznej pieczęci, na której godło herbowe jest odwzorowane korzystniej pod względem sztuki heraldycznej.